# Piloerezione

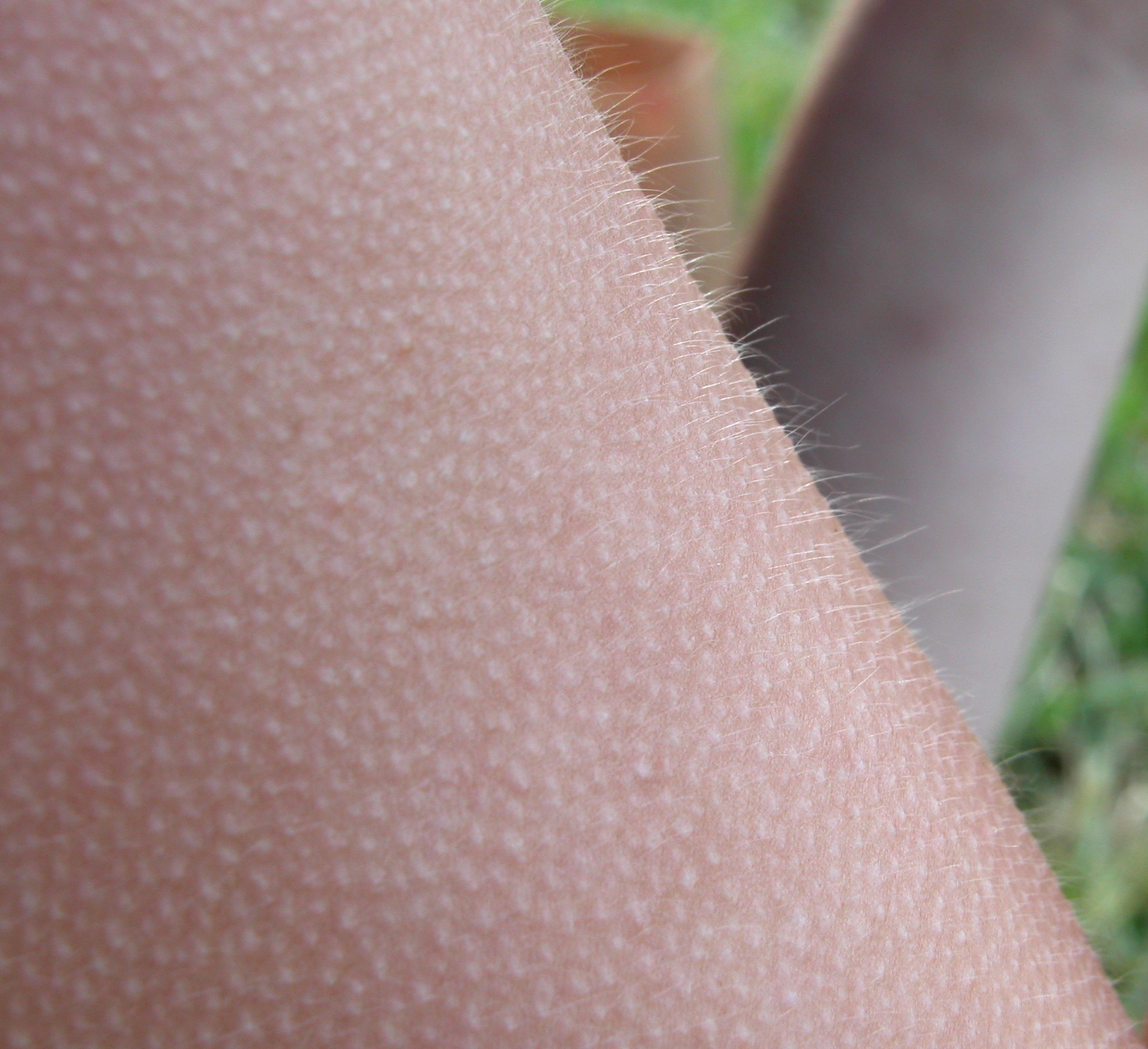
Piloerezione (pelle d'oca) sul corpo di un essere umano

Con il termine piloerezione (detta anche orripilazione o cute anserina o più volgarmente pelle d'oca) in fisiologia ci si riferisce all'erezione dei peli dell'epidermide dovuta alla contrazione dei muscoli erettori dei peli in conseguenza di stimoli nervosi.
La cute anserina si caratterizza per la comparsa transitoria di piccoli rilievi cutanei ravvicinati tra loro, una sorta di piccolissimi dossi o collinette cutanee che si formano per una contrazione totalmente involontaria, riflessa, dei muscoli erettori del pelo. Questo tipo di riflesso si verifica quando una persona accusa freddo/caldo intenso, sperimenta emozioni forti come la paura, la nostalgia, la gioia, lo stupore, l'ammirazione e l'eccitazione sessuale.
Accade infatti che quando si passa da un ambiente caldo a uno più freddo o, in senso più generico, quando la pelle è sottoposta a un repentino calo della temperatura di superficie, i recettori posti immediatamente sotto l'epidermide ordinano ai pori di stringersi e nel contempo i bulbi piliferi passano dallo stato di "quiete" a uno stato che alla vista ricorda appunto quello di un'oca spennata (base pilifera rigonfia e pelo dritto). In questo stato la conducibilità termica della pelle diminuisce e quindi viene limitata la quantità di calore dispersa dall'organismo.
Il riflesso che porta alla produzione della pelle d'oca è noto come piloerezione, o riflesso pilomotore. Questo riflesso si verifica in molti mammiferi oltre all'essere umano. A titolo di esempio l'istrice allorché si sente minacciato drizza in modo riflesso la criniera e gli aculei del dorso. Un riflesso simile di fronte ai predatori si verifica anche nella lontra marina.
Anche altri animali sviluppano il riflesso di piloerezione per la medesima ragione di stress e riflesso attacco-fuga: è questo il caso del drizzarsi dei peli del cane o del gatto.
In risposta alla paura, la pelle d'oca fa apparire un animale più grande di quanto sia in realtà, nel tentativo di spaventare il nemico e farlo desistere dalla lotta.
Il riflesso in situazioni di notevole freddo ambientale, determina l'intrappolarsi di aria tra il pelo e la cute. Questo strato di aria, che si scalda a contatto con la cute stessa, funge da isolante termico e riduce la dispersione del calore corporeo.

## Etimologia
Il termine volgare "pelle d'oca" con cui ci si riferisce alla piloerezione verosimilmente deriva dall'analogia visiva tra il fenomeno dell'orripilazione e l'aspetto della pelle di un'oca spennata. Tuttavia anche la pelle di molti altri uccelli, una volta spennati, presenta un'analoga caratteristica anatomica e questo dà conto del fatto che in altre lingue, per esempio in francese (chair de poule), in spagnolo (piel de gallina), in portoghese (pele de galinha) o in rumeno (piele de găină) l'uccello con cui si paragona il fenomeno è la gallina.

## Anatomia e biologia
Il fenomeno della pelle d'oca si verifica quando i piccoli fasci muscolari alla base di ogni pelo, noti come muscoli erettori del pelo, si contraggono e tirano i peli fino a far assumere loro una posizione eretta. Il riflesso viene avviato dal sistema nervoso simpatico, che è responsabile di molte risposte attacco-fuga.

Come già accennato il fenomeno si può verificare in risposta al freddo. In particolare negli animali ricoperti da una folta pelliccia, il pelo eretto intrappola aria e crea uno strato isolante. Nell'essere umano, stante la scarsezza di peluria, questa finalità del fenomeno pare non avere alcun significato. La pelle d'oca può anche manifestarsi in risposta alla rabbia o alla paura: i peli eretti fanno apparire l'animale più grande del reale e questo intimidisce i predatori. 
Questa finalità può essere osservata nelle manifestazioni di intimidazione degli scimpanzé, nei topi e ratti stressati e nei gatti spaventati.

Nell'essere umano la piloerezione può anche essere una reazione al sentire le unghie che graffiano su una lavagna, oppure all'ascolto di particolari tipi di musica, o ancora in reazione a forti sentimenti o emozioni che vengono ricordati.

## Altre cause
Esistono anche alcune patologie che possono associarsi a piloerezione.

In letteratura è nota l'esistenza di convulsioni pilomotorie ripetitive. Questo tipo di convulsioni è per altro molto raro.

Alcuni autori hanno inoltre segnalato come la piloerezione sia un effetto collaterale decisamente frequente (tra il 40 e il 50%) della infusione endovenosa di dobutamina. Tale effetto di solito precede l'aumento della frequenza cardiaca secondario alla infusione endovenosa del farmaco e, pertanto, è una chiara indicazione che l'infusione endovenosa è stata efficace.